# Astragalus bodeanus
Astragalus bodeanus är en ärtväxtart som beskrevs av Fisch.. Astragalus bodeanus ingår i släktet vedlar, och familjen ärtväxter. Inga underarter finns listade i Catalogue of Life.